# Скирмунт, Сергей Аполлонович
Сергей Аполлонович Скирмунт (1862—1932) — русский издатель и книготорговец, благотворитель, общественный деятель.

## Биография
Родился 25 декабря 1862 года (6 января 1863 года по новому стилю) в Курске в семье военного.
Первоначально обучался в московской гимназии Креймана. Затем окончил Александровское военное училище. В 1897 году, получив богатое наследство, Скирмунт вышел в отставку и поселился в Москве. В конце 1890-х годов открыл на Тверской улице книжный магазин «Труд»; в 1899 году совместно с В. А. Крандиевским (1861—1928) основал при магазине издательство с таким же названием — «Труд». Одним из первых среди книготорговцев создал для своих работников нормальные социальные условия труда: медицинское обслуживание, выдачу субсидий из личных средств, полноценные обеды и оплачиваемый отдых в Крыму. Организатор и председатель «Общества содействия устройству общедоступных народных развлечений» в Москве. Также состоял членом комитета «Общества для доставления средств высшим женским курсам».
За революционную и пропагандистскую деятельность Скирмунт неоднократно подвергался аресту и ссылке. Впервые был арестован в мае 1902 года, в августе 1903 был сослан на 5 лет в Олонецкую губернию, но в октябре 1904 был амнистирован. В ноябре 1907 года был приговорён к трёхлетнему заключению в крепость, но ему удалось выехать за границу. Фирма «Труд» была закрыта в том же году. В эмиграции находился по 1926 год, когда вернулся в Россию. В последние годы жизни С. А. Скирмунт работал в Народном комиссариате труда, Госторге, Объединении научно-технических издательств.
Жил в Москве в Гранатном переулке, 22. Умер 1 октября 1932 года в Москве. Похоронен в колумбарии Новодевичьего кладбища.